# Wydział Informatyki i Nauki o Materiałach Uniwersytetu Śląskiego
Wydział Informatyki i Nauki o Materiałach Uniwersytetu Śląskiego w Katowicach (do 2003 roku Wydział Techniki) – jednostka naukowo-dydaktyczna (jeden z 12 wydziałów) Uniwersytetu Śląskiego w Katowicach. Od 2019 jako Wydział Nauk Ścisłych i Technicznych Uniwersytetu Śląskiego.
W ramach wydziału rozwijane są dwa obszary działalności naukowej: informatyka oraz nauka o materiałach, w ramach których prowadzona jest edukacja na następujących kierunkach:
- informatyka,
- informatyka inżynierska,
- inżynieria biomedyczna,
- inżynieria materiałowa,
- edukacja techniczno-informatyczna,
- Mechatronika (od roku 2011)

Studia prowadzone są w trybie stacjonarnym i niestacjonarnym, na poziomach: studia licencjackie lub inżynierskie, magisterskie, doktoranckie oraz studia podyplomowe i kursy.
Wydział ma prawo nadawania stopnia naukowego doktora nauk technicznych w zakresie informatyki oraz doktora i doktora habilitowanego w zakresie inżynierii materiałowej.
Wydział prowadzi badania w zakresie nauk informatycznych oraz nauki o materiałach.
Instytut Informatyki zajmuje się m.in. badaniami z zakresu: metod sztucznej inteligencji w systemach informatycznych i decyzyjnych, systemów i algorytmów ewolucyjnych, zastosowania zbiorów przybliżonych w bazach wiedzy oraz procesach wnioskowania, zabezpieczenia systemów sieciowych, budowy systemów biometrycznych, projektowania i wizualizacji, komputerowego wspomagania diagnostyki medycznej czy systemów informacji przestrzennej.
W Instytucie Nauki o Materiałach realizowane są interdyscyplinarne badania naukowe z zakresu m.in. fizyki ciała stałego, materiałoznawstwa, fizykochemii materiałów, chemii polimerów. Dotyczą one m.in. struktury i właściwości materiałów (np. stopy z pamięcią kształtu, biomateriały), elektrochemicznych metod otrzymywania i badania materiałów, właściwości materiałów, metod badania struktury atomowej, elektronowej jak również komputerowego modelowania materiałów.
Fizyka i technologia materiałów piezoceramicznych, technologia wytwarzania, morfologia, właściwości i zastosowania warstwy wierzchniej to główne obszary zainteresowań badawczych naukowców z Katedry Materiałoznawstwa.
Wydział współpracuje z licznymi zakładami przemysłowymi i podmiotami gospodarczymi.
Od 1 października 2019 roku, zarządzeniem Rektora UŚ, Wydział będzie funkcjonował jako Wydział Nauk Ścisłych i Technicznych Uniwersytetu Śląskiego, wskutek połączenia z Wydziałem Matematyki, Fizyki i Chemii.

## Lokalizacja
Wydział mieści się w Sosnowcu oraz Chorzowie. Siedziba dziekanatu WIiNoM  znajduje się w budynku przy ulicy Żytniej 12 w Sosnowcu, gdzie znajduje się również Instytut Technologii i Mechatroniki. Natomiast przy ulicy Będzińskiej 39 zlokalizowany jest Instytut Informatyki (wyremontowany gmach dawnego Domu Studenta nr 1). W Chorzowie usytuowany jest Instytut Nauki o Materiałach (ul. 75 Pułku Piechoty 1A).

## Kalendarium[3]
| 1959 | WSP w Katowicach – na Wydziale Matematyki, Fizyki i Chemii utworzono nowy kierunek nauczania – wychowanie techniczne. Jednocześnie powołano do życia Sekcję Wychowania Technicznego |
| 1964 | WSP w Katowicach – w listopadzie zostaje utworzony Wydział Wychowania Technicznego. W skład jego struktury organizacyjnej weszły: Katedra Technologii Ogólnej, Katedra Wychowania Technicznego, Katedra Maszynoznawstwa oraz Katedra Elektrotechniki Ogólnej                                                                           |
| 1968 | utworzony zostaje Uniwersytet Śląski w Katowicach. Wydział Wychowania Technicznego zostaje włączony do struktury Uniwersytetu. Stanowisko dziekana obejmuje prof. dr inż. Marian Janusz |
| 1969 | przekształceniu ulega dotychczasowa struktura uczelni, w skład Wydziału weszły Instytuty: Wychowania Technicznego; Mechaniki oraz Elektrotechniki |
| 1970 | doc. dr hab. Sławomir Wilk zostaje dziekanem Wydziału |
| 1971 | Wydział zmienia nazwę na Wydział Techniki; uruchomiony zostaje nowy kierunek studiów – informacja naukowo-techniczna |
| 1973 | połączone Instytuty: Elektrotechniki oraz Mechaniki tworzą nową jednostkę – Instytut Informacji Naukowo-Technicznej z siedzibą w Sosnowcu. Nowym dziekanem Wydziału zostaje doc. dr Jerzy Siechowski. Wstrzymana zostaje rekrutacja na kierunek mechaniczny i elektroniczny                                                            |
| 1975 | na potrzeby Wydziału przekazano część budynku przy ul. Partyzantów. Nowym dziekanem Wydziału zostaje doc. dr Julian Dudek |
| 1976 | po raz pierwszy na Wydziale Techniki odbyły się „Dni Wydziału” |
| 1977 | Instytut Informacji Naukowo-Technicznej przemianowano na Instytut Problemów Techniki |
| 1981 | nowym dziekanem Wydziału zostaje doc. dr hab. Jan Piecha |
| 1982 | na stanowisko dziekana zostaje powołany doc. dr hab. Henryk Morawiec. Do struktury Wydziału zostaje włączony Instytut Fizyki i Chemii Metali |
| 1986 | Wydział uzyskuje prawo do nadawania stopnia naukowego doktora nauk technicznych |
| 1989 | Wydział obchodzi podwójny jubileusz: 30-lecia utworzenia kierunku wychowanie techniczne oraz 25-lecie istnienia Wydziału |
| 1990 | na Wydziale utworzono nowy kierunek – materiałoznawstwo. Stanowisko dziekana obejmuje doc. dr hab. Eugeniusz Łągiewka |
| 1992 | informacja naukowo-techniczna, materiałoznawstwo oraz wychowanie techniczne zostają zastąpione jednym kierunkiem studiów – wychowaniem technicznym |
| 1993 | zainicjowany zostaje nowy kierunek studiów – informatyka |
| 1996 | dr hab. Marian Surowiec zostaje dziekanem Wydziału. Otwarto policencjackie studia dzienne dla absolwentów informatyki |
| 2000 | w maju nastąpiło otwarcie nowej siedziby Instytutu Informatyki |
| 2003 | Wydział Techniki zostaje przemianowany na Wydział Informatyki i Nauki o Materiałach |
| 2004 | projekt zgłoszony przez Wydział do konkursu „Superpracownia 2003”, organizowanego w ramach programu Internet w szkołach – projekt Prezydenta RP, znalazł się wśród nagrodzonych opracowań |
| 2005 | stanowisko dziekana obejmuje prof. UŚ dr hab. inż. Zygmunt Wróbel |
| 2008 | na Wydziale odbywa się uroczystość nadania tytułu doktora honoris causa Uniwersytetu Śląskiego prof. dr. hab. inż. Janowi Węglarzowi – wybitnemu uczonemu, światowej sławy informatykowi, inicjatorowi i twórcy infrastruktury informatycznej dla środowiska naukowego w Polsce. Funkcję dziekana sprawuje prof. UŚ dr hab. Jan Ilczuk |
| 2009 | jubileusz 45-lecia istnienia Wydziału. Z tej okazji w sosnowieckim muzeum (Pałac Schöena) zorganizowana zostaje jubileuszowa sesja |
| 2019 | włączenie Wydziału w skład Wydziału Nauk Ścisłych i Technicznych |

## Struktura
Wydział podzielony jest na 2 instytuty, jedną katedrę, które razem podzielone są na 15 zakładów.
W ramach wydziału wyszczególnione są instytuty, katedry i zakłady o określonych specjalizacjach:
- Instytut Informatyki
  - Zakład Algorytmiki i Inteligencji Obliczeniowej
  - Zakład Systemów Informatycznych
  - Zakład Systemów Komputerowych
  - Zakład Modelowania i Grafiki Komputerowej
  - Zakład Komputerowych Systemów Biomedycznych
- Instytutu Nauki o Materiałach
  - Zakład Badań Strukturalnych
  - Zakład Krystalografii
  - Zakład Materiałów Amorficznych i Nanokrystalicznych
  - Zakład Modelowania Materiałów
  - Zakład Polimerów i Technologii Materiałów
  - Zakład Elektrochemii Materiałów
- Katedra Materiałoznawstwa
  - Zakład Dydaktyki Przedmiotów Technicznych
  - Zakład Badań Warstwy Wierzchniej
  - Zakład Elektroceramiki Funkcjonalnej
  - Zakład Technologii Warstw Powierzchniowych